# Đồi Makli
Đồi Makli là một trong những nghĩa trang khảo cổ lớn nhất trên thế giới, với đường kính khoảng 8 km. Nó nằm cách thành phố Karachi khoảng 98 km về phía đông và là nơi chôn cất với 125.000 ngôi mộ, bao gồm cả của một số nhà lãnh đạo địa phương như thánh Sufi và những người khác. Makli nằm ở vùng ngoại ô của Thatta, thủ đô của Sindh cho đến thế kỷ XVII, ở miền đông nam ngày nay của Pakistan. Khu vực khảo cổ này đã được ghi vào danh sách Di sản thế giới vào năm 1981  với tên Các Di tích Lịch sử tại Makli, Thatta.

## Lịch sử
Có rất nhiều truyền thuyết về quá trình thành lập khu vực, nhưng người ta tin rằng, nghĩa trang lớn xung quanh ngôi đền của Muhammad Hussain Abro thế kỷ 14. Tuy nhiên, việc thiết lập Makli sau đó chỉ như là nơi linh thiêng để thờ phụng, chôn cất đi những thánh địa phương như nhà thơ và học giả Shaikh Hammad Jamali cùng người cai trị địa phương sau đó, Jam Tamachi. Ngoài ra, tại đây còn là nơi chôn cất của thánh Pir Murad (1428-1488).
Những ngôi mộ và bia mộ trải rộng tại nghĩa trang là văn bản tài liệu đánh dấu lịch sử xã hội và chính trị của Sind. Nhiều trong số chúng được xây dựng bằng cách sử dụng đá sa thạch tại địa phương, những số khác được xây bằng gạch (sử dụng nhiều nhất). Những lăng mộ hoàng gia tại đây được chia thành hai nhóm chính, lăng mộ thời kỳ Samma (1352-1520) và Tarkhan (1556-1592). Có tổng số bốn thời kỳ lịch sử được thể hiện thông qua kiến trúc tại khu khảo cổ là Samma, Arghun, Tarkhan và Mughal. Ngôi mộ của vua Jam Nizamuddin II (trị vì từ năm 1461-1508), là một cấu trúc hình vuông ấn tượng được xây dựng bằng sa thạch và trang trí với rất nhiều hoa văn và hình học là cấu trúc ấn tượng nhất. Ngoài ra còn có lăng mộ của Isa Khan Hussain II (mất năm 1651), một tòa nhà hai tầng với vòm lớn cùng ban công. 